# Fauch
Fauch é uma comuna francesa na região administrativa da Occitânia, no departamento de Tarn. Estende-se por uma área de 17.32 km², e possui 549 habitantes, segundo o censo de 2018, com uma densidade de 32 hab/km².